# بابلو ميلو
بابلو ميلو (بالإسبانية: Pablo Melo)‏ (4 يوليو 1982 في الأوروغواي - ) هو لاعب كرة قدم أوروغواني في مركز الدفاع. شارك مع منتخب الأوروغواي تحت 20 سنة لكرة القدم ومنتخب الأوروغواي لكرة القدم. أما مع النوادي، فقد لعب مع أمريكا دي كالي وتيرو فيديرال ونادي دانوبيو ونادي ليفربول وناسيونال مونتيفيديو وAragua F.C. ‏ ولاسيرينا ونادي سيرو وسبورتيفو سيريتو وسان مارتين دي سان خوان.

## وصلات خارجية
- بابلو ميلو على موقع قاعدة بيانات كرة القدم.إي يو (الإنجليزية)
- بابلو ميلو على موقع Soccerway.com (الإنجليزية)